# ديفيد ماركيز
ديفيد ماركيز (بالإسبانية: David Márquez)‏ هو منافس ألعاب قوى إسباني، ولد في 13 أكتوبر 1977.

## وصلات خارجية
- ديفيد ماركيز على موقع الاتحاد الدولي لألعاب القوى (الإنجليزية)
- ديفيد ماركيز على موقع أوليمبيديا (الإنجليزية)